# 張居正 (小說)
《张居正》，是中國湖北英山小說家熊召政創作的长篇历史小说，共四卷。
根据此书改编的43集电视连续剧《万历首辅张居正》，于2010年4月16日首播。

## 目錄
- 《木蘭歌》
- 《水龍吟》
- 《金縷曲》
- 《火鳳凰》

## 创作经历
熊召政經五年時間搜考史料，再以五年批閱增刪原稿，最後以十年成就《張居正》。
《張居正》一書塑造了张居正、高拱、冯保、李贵妃、邵大俠、何心隱、游七等真實人物，也有玉娘等虛構人物。本書也大力營造明朝中葉的社會風情，如鬥蛐蛐，春宮圖，黃色笑話等。不管是官場、揚州鹽商、士子皆好聲色犬馬，例如戚繼光送张居正一對波斯美女，“湊近張居正耳邊，小聲嘀咕道：‘……採陰補陽滋潤身體，這兩位胡姬，都勝過長白山上的千年老人參哪！’”，張居正過度使用壯陽藥的結果，不僅熱火燒身，頭頂無髮，大冷天也不能戴帽，一截大腸脫出肛門。作者也介紹高拱以不近女色聞名。本文最後講萬曆十年，張居正因積勞成疾，死於任上。張居正死後，萬曆帝展開清算，馮保被貶至南京，張敬修寫下血書，懸梁自盡。循吏金學曾和玉娘來到張居正墓前，玉娘喝下“還魂湯”自盡身亡。
但不可避免有一些失誤，例如《张居正》第一卷玉娘交代：“奴家原籍在淮北，十一岁因家境没个着落，被父亲卖给一个大户人家当上房的使唤丫头。没过半年，又被那家主人转卖到南京秦淮河边的玉箫楼。”第二卷“玉娘摇摇头，打从九岁被卖进青楼，她就和家人失去了联系”，又如張居正屬雞，但在原著中卻寫做屬猴。
《張居正》修正版中，熊召政共修订了2558处。后来，他又花了两年的时间，为电视剧《万历首辅张居正》担任编剧。

## 评价
2003年，马振方在《文学评论》上发表《厚诬与粉饰不可取——说历史小说〈张居正〉》一文，称《张居正》前三卷“大量内容陷入滥造和悖逆历史，厚诬了高拱、魏学曾、王希烈及其他多位古人，颠倒了其中部分历史人事的美丑，以人为制作的反面历史人物反衬、拔高主人公，并用较多笔墨粉饰张居正的性格弱点和人格缺陷，而未能对其杰出的改革事业和思想精神作比较切实而充分的艺术展示。其厚诬与粉饰古人的弊病是近年历史小说创作中的沉重教训。”

同年，王春瑜在《中华读书报》上刊登文章《如何评价〈张居正〉——与马振方先生商榷》，对前者的观点逐一进行反驳。
2005年，本書以全票通過，獲得第六屆茅盾文學獎。